# Biserica „Sfinții Arhangheli Mihail și Gavriil” din Jora de Mijloc
Biserica „Sf. Arhangheli Mihail și Gavriil” este o biserică amplasată în Jora de Mijloc, raionul Orhei, Republica Moldova. Este un monument arhitectural de importanță națională inclus în Registrul monumentelor Republicii Moldova ocrotite de stat cu nr. 1154 (raionul Orhei). Datează din 1857.